# Capelle, Nord
Capelle là một xã ở tỉnh Nord trong vùng Hauts-de-France, Pháp.